# Araçari de Maria
Pteroglossus mariae
Espèce
L'Araçari de Maria (Pteroglossus mariae) est une espèce d'oiseaux de la famille des Ramphastidae.

## Répartition
Cette espèce vit en Bolivie, au Brésil et au Pérou.